# Nahusha
Prema hinduističkoj mitologiji, Nahusha (sanskrt नहुष) bio je kralj u drevno doba. Roditelji su mu bili Āyu i njegova supruga Prabha. Preko oca, Nahusha je bio unuk kralja Pururavasa te član Mjesečeve dinastije, dok je preko majke bio unuk Svarbhānua. 
Prema jednoj inačici mita, Nahushina je supruga bila Viraja, koja mu je rodila šest ili sedam sinova, od kojih je najstariji, Yati, živio asketskim životom. Druga verzija kaže da je Nahusha oženio božicu Ashokasundari, kćer Šive i njegove supruge Parvati. Nahushu je naslijedio njegov sin Yayati. Priča o Nahushi pojavljuje se u slavnom epu Mahabharati.
Bogovi su postavili Nahushu za kralja neba te je on tako zamijenio boga Indru. Mudrac Agastya prokleo je Nahushu te je ovaj postao zmija.